# Weinberg (Glienick)

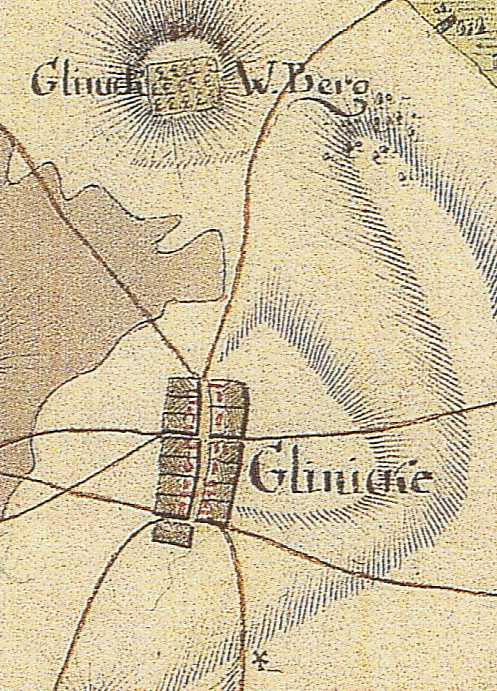
Glienicker Weinberg auf dem Schmettauschen Kartenwerk von 1767–87

Der Weinberg ist eine an seiner höchsten Stelle 88 Meter hohe Erhebung der Stadt Zossen im Landkreis Teltow-Fläming in Brandenburg.

## Lage
Die Erhebung befindet sich nördlich des Ortsteils Glienick und damit im nordwestlichen Teil des Stadtgebietes. Er ist von Süden aus über einen Rundwanderweg erreichbar, der an der Zossener Straße (Landstraße 79) in nordöstlicher Richtung führt. Ein weiterer Zugang ist über landwirtschaftlich genutzte Wege aus Nordwesten möglich.

## Entstehung und Nutzung
Die Erhebung entstand während der letzten Eiszeit als Endmoräne. Im 15. Jahrhundert wurde an seinen Hängen bereits Wein angebaut und gab ihm so seinen Namen. Auf einer Fläche von bis zu 12,5 Morgen wurden Weinreben kultiviert. Damit war er der größte Weinberg in der Herrschaft Zossen. 1929 begannen Arbeiter bis in die Zeit des Zweiten Weltkrieges damit, am Berg Kies abzubauen. Bis zur Mitte des 19. Jahrhunderts wurde der Weinanbau mangels Rentabilität eingestellt. Jedoch befanden sich am Südhang noch bis in die 1980er Jahre einige Rebstöcke. 1956 wurde der Kiesabbau wieder aufgenommen. Die Kuppe ist im 21. Jahrhundert ringförmig mit einem Mischwald bewachsen. Das digitale Geländemodell zeigt das Ausmaß des Kiesabbaus sehr deutlich.